# Pierre Pardon
Pour les articles homonymes, voir Pardon (homonymie).
Pas d'image ? Cliquez ici

a Compétitions nationales et continentales officielles uniquement.

Dernière mise à jour le 8 mai 2020.
Pierre Pardon, né le 16 mars 1980 à L'Union (Haute-Garonne), est un joueur et entraîneur français de rugby à XV.

## Biographie

### Famille
Son père est agriculteur à la retraite et ancien joueur de rugby et sa mère est professeur d'EPS, il a deux frères Julien (courtier financier sur Pau) et Thomas (infirmier urgentiste à Toulouse).

### Débuts
Né à L'Union et ayant grandi à Luc, Pierre Pardon pratique d'abord la natation puis le basket-ball. À 15 ans, il commence le rugby à XV à Bagnères-de-Bigorre qui est alors en entente de jeunes avec le club de son village, l'Entente sportive des Côteaux de l'Arrêt rugby (ESCA rugby).
En 1997, il part jouer en catégorie junior crabos au Stadoceste tarbais où il est sélectionné par le comité en Taddei au poste de deuxième ligne.
En 1998, le FC Lourdes le recrute pour évoluer en junior reichel au poste de troisième ligne aile et troisième ligne centre. Pendant 2 ans, il évolue au poste de no 8 avec les reichel et à 20 ans, il débute ses premières rencontres en équipe première.
En 2002, il signe son premier contrat professionnel avec le FC Grenoble en Top 16,.
En 2003, Pierre Bouisset, manager de l'Aviron bayonnais, souhaite s'attacher ses services et le fait signer au club. À la fin de la saison, il est vice-champion de France de Pro D2 après avoir perdu contre le FC Auch et permet la montée en Top 16 de l'équipe la saison suivante.
En 2004, Jean-Claude Arruti lui propose de se relancer au Saint-Jean-de-Luz OR.
Pierre Pardon met un terme à sa carrière sportive en mai 2014 et devient le nouvel entraîneur des avants du SJLO en décembre 2014,.
En 2017, il rejoint le staff de l'équipe de Sare (Sarako Izarra rugby),.

### Vie privée
Il devient fonctionnaire à la communauté de communes Sud Pays basque, puis directeur de développement pour le groupe LP promotion en 2020.